# Anthony Pilkington
Anthony Neil James Pilkington (* 6. Juni 1988 in Blackburn) ist ein ehemaliger englischer Fußballspieler.

## Karriere

### Stockport County
Nachdem er durch zahlreiche Treffer für den unterklassigen Verein Atherton Collieries auf sich aufmerksam gemacht hatte, wechselte Anthony Pilkington am 23. Dezember 2006 zum englischen Viertligisten Stockport County. Nach einer knapp verpassten Play-off-Teilnahme 2006/07, erreichte County in der Saison 2007/08 den vierten Tabellenplatz und qualifizierte sich in den anschließenden Play-offs gegen die Wycombe Wanderers und den AFC Rochdale für die dritte Liga.

### Huddersfield Town
Am 23. Januar 2009 verpflichtete ihn der Drittliga-Rivale Huddersfield Town, mit dem er die Saison 2008/09 auf dem neunten Platz beendete. In der Football League One 2009/10 erreichte der Verein aus Huddersfield mit dem sechsten Platz die Play-offs, verlor jedoch bereits in der ersten Runde gegen den FC Millwall. Die anschließende Spielzeit brachte mit dem dritten Platz eine weitere Steigerung, zudem setzte sich Huddersfield in der ersten Runde der Play-offs gegen den AFC Bournemouth durch. Die Finalpartie gegen Peterborough United ging jedoch mit 0:3 verloren. Anthony Pilkington (31 Spiele/10 Tore) verpasste die Endphase der Saison aufgrund einer schweren Verletzung im März 2011. Am Saisonende wurde er aufgrund seiner guten Leistungen ins PFA Team of the Year der dritten Liga gewählt, zudem erhielt er die Auszeichnung zum Spieler des Monats Oktober 2010 der League One.

### Norwich City
Nach dem erneut verpassten Aufstieg unterschrieb Pilkington am 6. Juli 2011 einen Dreijahresvertrag beim Premier-League-Aufsteiger Norwich City. Sein Debüt in der Premier League feierte er am ersten Spieltag beim 1:1 bei Wigan Athletic. Mit Norwich konnte er sich drei Jahre in der Premier League halten, ehe man 2014 in die zweite Liga abstieg.

### Cardiff City
Im August 2014 wechselte er zum Neo-Ligakonkurrenten Cardiff City, wo er bis Juni 2017 unterschrieb.

### Nationalmannschaft
Pilkington, der in England geboren wurde, wusste zunächst nicht, dass er auch für Irland spielberechtigt ist. Da die Mutter seines Vaters in Dublin geboren wurde, kann  er aber für Irland spielen und erhielt im Oktober 2008 eine Einladung zur irischen U-21-Mannschaft. Er gehörte auch zum Kandidatenkreis für die EM 2012. Er wurde dann aber nicht nominiert und erstmals im Januar 2013 zu einem Länderspiel eingeladen. Sein Länderspieldebüt gab er dann aber erst am 6. September 2013, als er für die Schlussviertelstunde im WM-Qualifikationsspiel gegen Schweden eingewechselt wurde, die 1:2-Niederlage aber auch nicht verhindern konnte. Vier Tage später stand er bei der 0:1-Niederlage in Wien im WM-Qualifikationsspiel gegen Österreich in der Startelf, wurde aber in der 73. Minute beim Stand von 0:0 ausgewechselt. Danach kam er nur noch in Freundschaftsspielen zum Einsatz. Sein erstes Länderspieltor erzielte er am 18. November 2014 zur 1:0-Führung beim 4:1 gegen die USA. Danach wurde er erst im März 2016 im Spiel gegen die Slowakei wieder eingewechselt.
Am 12. Mai 2016 wurde er von Nationaltrainer Martin O’Neill in das vorläufige 35 Spieler umfassende Aufgebot für die EM berufen. Er wurde aber letztlich nicht für die EM-Endrunde berücksichtigt.

## Persönliches
Sein jüngerer Bruder Danny (* 1990) ist ebenfalls Fußballspieler.